# Mark Padun
Mark Pavlovič Padun (* 6. července 1996) je ukrajinský profesionální silniční cyklista jezdící za UCI WorldTeam EF Education–EasyPost.

## Kariéra
V roce 2017 se Padun po dodatečné diskvalifikaci Matije Kvasiny stal celkovým vítězem závodu Flèche du Sud.
Na Critériu du Dauphiné 2021 Padun vyhrál sedmou a osmou etapu poté, co se v oba dny dostal do úniku. Zároveň také posbíral dostatek bodů k vítězství ve vrchařské soutěži.

## Hlavní výsledky
2014
Národní šampionát
 vítěz časovky juniorů
Course de la Paix Juniors
10. místo celkově
2015
Národní šampionát
 vítěz kritéria
Giro della Friuli Venezia Giulia
 vítěz vrchařské soutěže
vítěz 3. etapy
Závod míru U23
8. místo celkově
9. místo GP Capodarco
2016
Národní šampionát
 vítěz časovky do 23 let
2. místo Giro del Medio Brenta
Giro della Valle d'Aosta
3. místo celkově
 vítěz vrchařské soutěže
 vítěz soutěže mladých jezdců
vítěz 2. etapy
2017
Flèche du Sud
 celkový vítěz
 vítěz soutěže mladých jezdců
vítěz Trofeo Piva
vítěz GP Capodarco
Giro Ciclistico d'Italia
5. místo celkově
vítěz 3. etapy
2018
Tour of the Alps
vítěz 5. etapy
Mistrovství světa
5. místo silniční závod do 23 let
2019
Národní šampionát
 vítěz časovky
Adriatica Ionica Race
 celkový vítěz
 vítěz soutěže mladých jezdců
vítěz 3. etapy
2021
Critérium du Dauphiné
 vítěz vrchařské soutěže
vítěz etap 7 a 8
Vuelta a Burgos
3. místo celkově
2022
O Gran Camiño
3. místo celkově
vítěz 4. etapy (ITT)

### Výsledky na Grand Tours
| Grand Tour      | 2018 | 2019 | 2020 | 2021 | 2022 |
| --------------- | ---- | ---- | ---- | ---- | ---- |
| Giro d'Italia   | —    | —    | 70   | —    | —    |
| Tour de France  | —    | —    | —    | —    | —    |
| Vuelta a España | DNF  | 84   | —    | 59   | 46   |

| —   | Nezúčastnil se |
| DNF | Nedokončil     |